# Maria Malinowska
Maria Oczkowska z domu Malinowska, ps. „Lonka”  herbu Pobóg (ur. 10 czerwca 1909 w Nowym Sączu, zm. 18 lipca 1979 w Krakowie) – polska lekkoatletka, oszczepniczka, dyskobolka, kulomiotka.
Zawodniczka klubu Cracovia w latach 1925-1929. 6-krotna mistrzyni Polski, 9-krotna rekordzistka kraju (w tym oszczepem 800 g), rekordzistka świata. Rekord życiowy - 36.90 (1928). 

## Życiorys
Maria Malinowska urodziła się w rodzinie Antoniego Malinowskiego i Anieli z d. Gawrzyckiej. 
Za namową brata w 1925 udała się na jeden z treningów krakowskiej Cracovii. Szesnastoletnia wówczas Malinowska, trenując razem z mężczyznami, spróbowała rzucić oszczepem. Rezultat był na tyle satysfakcjonujący, że oszczepnicy namówili ją na akces do sekcji.  Malinowska, jako uczennica gimnazjum, oficjalnie nie mogła uprawiać lekkoatletyki. Ponadto, zawodowy sport kobiecy uchodził w Polsce przedwojennej za "siejący zgorszenie". Chcąc ukryć swoją tożsamość przed rodzicami i opinią publiczną przyjęła pseudonim "Lonka".
Pierwsze duże sukcesy odniosła podczas Mistrzostw KOZLA w dniach 27 czerwca - 29 czerwca 1926. Zdobyła wówczas 1. miejsce w pchnięciu kulą oraz w biegu 4x75m. Na V Mistrzostwach Polski Pań (7 sierpnia - 8 sierpnia 1926) zajęła 3. lokatę. 19 września 1926 zajęła 2. miejsce w Pięcioboju Pań Mistrzostw KOZLA.
Podczas I Ogólnopolskich Zawodów Pań, zorganizowanych przez klub Makkabi Kraków, Malinowska pobiła rekord Polski w rzucie oszczepem, osiągając wynik 28.56 poza konkursem.
22 maja 1927 podczas Ogólnopolskich Zawodów Pań klubu Makkabi Malinowska pobiła dwa rekordy świata: w rzucie oszczepem (600 g) osiągnęła wynik 33,30m, a w rzucie oszczepem oburącz - 49,40m. Na pamiątkę tego wydarzenia zawodniczka otrzymała od kolegów z klubu budzik z ustawioną godziną zdobycia rekordu. Niedługo potem Malinowska napotkała na zdecydowany opór rodziców w sprawie kontynuowania swojej kariery sportowej. Pomogła wówczas interwencja kolegów z sekcji lekkoatletycznej, którzy przeprowadzili z rodzicami zawodniczki "dłuższą pogawędkę". 
"Lonka" kontynuowała zwycięską serię. Zdobyła 1. miejsce w rzucie oszczepem podczas Mistrzostw Pań Okr. Kraków (29 lipca 1927) i dała się poznać jako utalentowana zawodniczka w innych konkurencjach lekkoatletycznych (3. miejsce w skoku w dal oraz skoku wzwyż podczas tych zawodów). Zdobyła 1. miejsce na VI Mistrzostwach Polski Pań (16 - 17 lipca 1927 r.) w rzucie oszczepem (29,50m) i rzucie oszczepem oburącz (46,29m). W tym samym roku kilkukrotnie zdobywała 1. miejsce w rzucie oszczepem na różnych zawodach: w zawodach organizowanych przez KS Warta (5-6 lipca 1927), tradycyjnie i oburącz podczas Lekkoatletycznych Mistrzostw Kobiet w Poznaniu (16-17 sierpnia 1927) oraz podczas II Ogólnopolskich Zawodów Lekkoatletycznych KS Jutrzenka w Krakowie (11 listopada 1927). 
Znakomite wyniki zawodniczki zaowocowały powołaniem jej do kobiecej reprezentacji na mecz lekkoatletyczny Polska - Austria (9 października 1927). "Lonka" zajęła 2. miejsce w rzucie oszczepem, co spotkało się z pewnym rozczarowaniem ówczesnych komentatorów. Cała reprezentacja Polski wypadła poniżej oczekiwań i uległa Austrii 45:61. Był to jedyny występ Malinowskiej w kadrze narodowej.
Rok 1928 był dla "Lonki" równie udany. Krakowski Okręg Związku Lekkiej Atletyki otrzymał od PZLA prawo organizacji VII Mistrzostw Polski Pań. W trakcie mistrzostw padły dwa rekordy świata. Halina Konopacka w pchnięciu kulą oburącz uzyskała wynik 19,31m, a Maria Malinowska w rzucie oszczepem oburącz - 54,56m. Ponadto, "Lonka" zdobyła Puchar Mistrzyni Polski w rzucie oszczepem. Mistrzostwa wygrał klub Konopackiej, AZS Warszawa, zdobywając 130 pkt., a Cracovia z wynikiem 86 pkt. uplasowała się na drugiej pozycji.
Cracovia pragnęła sięgnąć po drużynowe zwycięstwo kobiet w lekkoatletyce i na VII Mistrzostwa Polski Pań (5-7 lipca 1929) wystawiła zespół w składzie: Maria Gędziorowska, Irena Jaśnikowska, Helena Majer, Maria Malinowska, Helena Mazur i Janina Szewczak-Fischer. Zawodniczki łącznie zdobyły 14 medali w 16 konkurencjach. "Lonka" zdobyła 1. miejsce w rzucie oszczepem i rzucie oszczepem oburącz, uzyskując odpowiednio wyniki: 34,45 i 53,02. Ponadto, zdobyła 3. miejsce w trójboju lekkoatletycznym kobiet (133 pkt.), który jako dyscyplina pojawił się na Mistrzostwach Polski po raz pierwszy.
Po Mistrzostwach Polski, w wieku 20 lat, Malinowska zaczęła się wycofywać z życia sportowego, głównie ze względu na dotkliwą kontuzję barku oraz niechęć jej męża do startów na zawodach. Zdobyła jeszcze 3. miejsce w rzucie oszczepem podczas Zawodów Pań Wileńskiego Okr. PZLA 15 września 1929.
Później, Maria Malinowska rozpoczęła studia na kierunku wychowanie fizyczne, a następnie poświęciła się życiu rodzinnemu. Była żoną Jana Oczkowskiego, chirurga Rejonowego Szpitala Wojskowego w Krakowie oraz Szpitala Miejskiego Specjalistycznego im. Gabriela Narutowicza w Krakowie. 

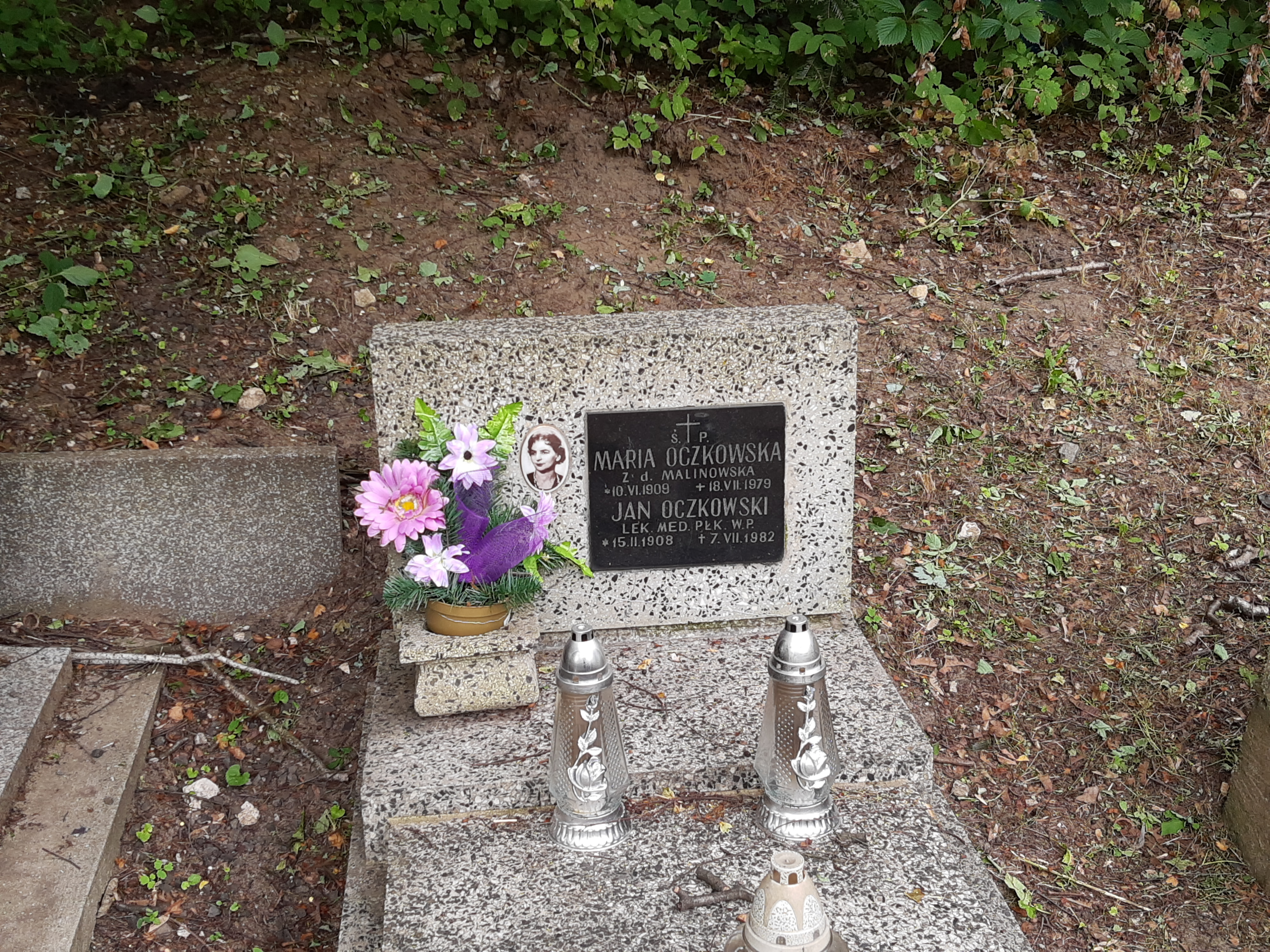
Grobowiec Marii Malinowskiej na Cmentarzu Podgórskim

Została pochowana na Cmentarzu Podgórskim w Krakowie (pas pod kopcem, grób 10).
W 1983 rodzina przekazała liczne medale, puchary oraz pamiątki zawodniczki Muzeum Sportu i Turystyki w Warszawie.

## Ciekawostki
Po pobiciu rekordu świata w rzucie oszczepem w maju 1927 Maria Malinowska otrzymała w prezencie od kolegów z klubu Cracovia pamiątkowy budzik z napisem "Lonce Cracovia" oraz ustawioną godziną tego wydarzenia.
W klasyfikacji medalowej Mistrzostw Polski w rzucie oszczepem kobiet Maria Malinowska zajmuje 10. miejsce z trzema złotymi medalami i jednym brązowym.

Maria Malinowska wspomina w wywiadzie dla Gazety Krakowskiej w 1966: 
Moja wielka forma sprawiała z początku nawet kłopoty. Omal nie spowodowałam wypadku. Podczas pierwszych oficjalnych zawodów grupa sędziów oczekujących na mój rzut prowadziła w pewnej odległości swobodną rozmowę, nie przypuszczając najwidoczniej, że mało znana zawodniczka może osiągnąć dużą odległość. Wyrzucony przeze mnie oszczep omal nie trafił w sam środek grupy. Krzyk zawodników ostrzegł jednak w porę sędziów, którzy zdążyli ujść przed grotem oszczepu.